# Karl Ernst von Biron

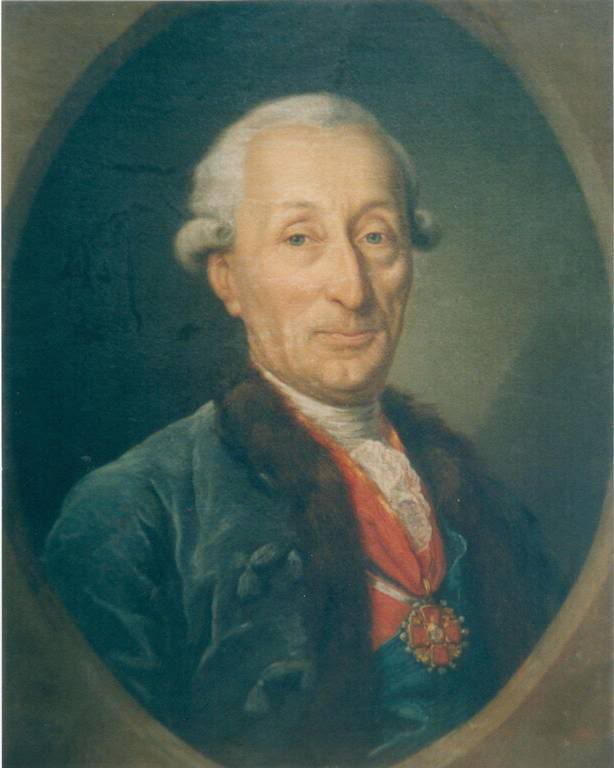
Karl Ernst von Biron

Karl Ernst von Biron (11 ottobre 1728 – Königsberg, 16 ottobre 1801) era il più giovane dei figli del duca di Curlandia e Semigallia Ernst Johann von Biron. Fu maggiore generale dell'esercito imperiale russo.

## Vita
Durante l'infanzia, godette dell'affetto speciale dell'Imperatrice Anna Ivanovna. Si vociferava che fosse il figlio segreto dell'imperatrice e il suo favorito.
A quattro anni fu nominato bombardiere del reggimento Preobraženskij e nel 1740 fu insignito dell'ordine Imperiale di Sant'Aleksandr Nevskij e dell'ordine di Sant'Andrea. Quando il padre fu rovesciato, fu privato degli ordini.
Insieme a suo padre e ad altri parenti condivise il confino, due volte cercò di fuggire da Jaroslavl', ma senza successo. Lo zar Pietro III di Russia il 2 aprile 1762 lo promosse a maggiore generale e lo nominò capo del reggimento di fanteria di Vologda e gli concesse nuovamente l'ordine di Sant'Aleksandr Nevskij.
Massone, nel 1763 fu membro fondatore della loggia di San Pietroburgo "Felice Consenso".
Sotto l'imperatrice Caterina II, visse con suo padre nel ducato di Curlandia e Semigallia. Dal 1767 al 1768 fece un viaggio in Europa, fu in Olanda, Francia, Inghilterra e Italia. Durante la sua permanenza a Parigi dall'8 gennaio al 24 aprile 1768, fu rinchiuso alla Bastiglia con l'accusa di aver emesso fatture false e di falsificare firme.
In eredità da suo padre nel 1772 ricevette la tenuta di Wartenberg in Slesia, donata a Biron all'imperatore Carlo VI. I suoi discendenti detengono il titolo di principi Biron-Wartenberg (tedesco:Fürst von Biron-Wartenberg). Morì il 16 ottobre 1801 a Königsberg pochi giorni dopo il suo 73º compleanno.

## Matrimonio e figli

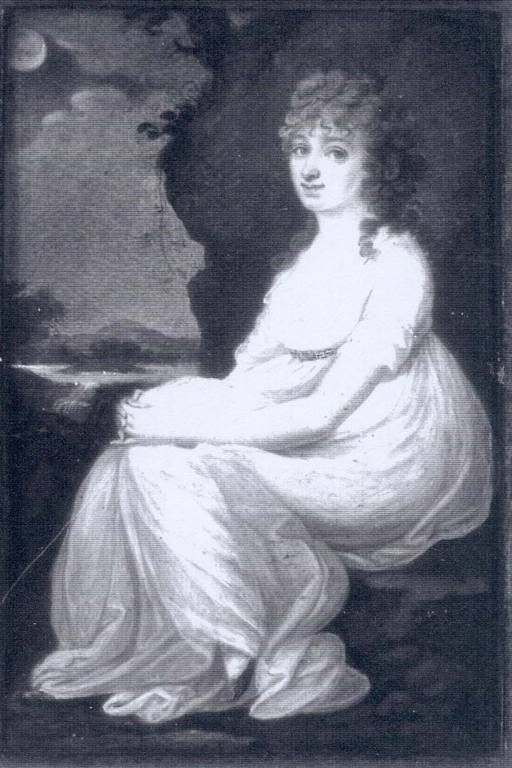
La moglie Apollonia

Sposò il 18 febbraio 1778 la principessa Apollonia Poninskaya (1760-1800), figlia di Maciej Poninski, un ricco e nobile polacco, starosta di Babimost e stolnik di Vshovsky, e sorella minore di Adam Poniński (1732–1798). Dal matrimonio nacquero nove figli di cui soltanto quattro raggiunsero l'età adulta:
- Gustav Kalixt (1780-1821), tenente colonnello, capo prussiano Jägermeister
- Peter Aleksy (1781-1809), capitano del personale, tenente.
- Luise damigella d'onore, sposò segretamente il conte Mikhail Vielgorsky, vedovo di sua sorella minore nel 1816
- Katarina damigella d'onore, nel 1812 sposò il conte Mikhail Vielgorsky, morì durante il parto.